# База знания
Базата знания представлява хранилище за информация, което осигурява средства за събиране, организиране, споделяне, търсене и използване на информация. Тя е организирана така, че да може да се използва и редактира от компютърни програми (машинна обработка) или от нейните потребители и създатели.

## Машинна обработка
Базите знания, предназначени за машинна обработка, се съхраняват в машинно четим вид, обикновено с цел автоматизиране на дедуктивното извличане на заключения.
Базата знания съдържа разнообразна по вид информация, включително и правила за достъпването на различни части от нея.
Базите знания се създават на различни принципи:
- Като бази от правила „ако условие (с вероятност), тогава резултат или действие“:

```
ако
 вали

то
 вземи чадър 
и
 облечи връхна дреха

иначе
...
```

Правилата описват знания в логически последователен начин.
В правилата се използват логически оператори като например И (конюнкция), ИЛИ (дизюнкция), НЕ (отрицание) и др. С помощта на тези оператори се опростява представянето на знанията и става възможно използването на програмни дедуктивни машини, които могат да извличат нови факти и правила от базата знания.
- като бази от фрейми:

```
Петър

това е		
:
 човек
роден в		
:
 гр. Велико Търново
роден на	
:
 22 май 1970 г.
висок		
:
 180 cm
```

```
човек

това е		
:
 бозайник
крака		
:
 2
ръце		
:
 2
```

```
бозайник
```

...
- като бази от множества с вградени функции, в които се реализират някой от горните методи за бази знания:

```
знания
	фрейм
		
Петър

			това е
				човек
			роден в
				гр. Велико Търново
			роден на
				22 май 1970 г.
			висок
				180 cm
```

```
		
човек

			това е
				бозайник
			крака
				2
			ръце
				2
```

```
		
бозайник

		...
```

За разлика от базите данни, базите знания съхраняват много по-разнородна информация.
Базите знания се използват в системи за Изкуствен интелект (ИИ). Такива са експертните системи, които имитират хора, експерти в дадена област, като например в медицината, правото, логистиката и много други. Други системи за ИИ са семантичните мрежи.

## Бази знания предназначени за четене от хора
Тези бази знания позволяват на хората да използват и споделят разнообразни познания. Обикновено се използват за обмен на информация между служителите в една организация. Те може да съхраняват информация за отстраняване на неизправности, статии, книги, ръководства или отговори на често задавани въпроси. Една текстова система с връзки между отделните знания се нарича „хипертекстова система“. Такава система се реализира например от софтуера на Wiki. Хипертекстови бази знания могат да се използват както чрез персонални компютри, така и от мобилни телефони.
Такива бази знания обикновено съдържат:
- Въпроси и отговори
- „Как да...?“
- Процеси и процедури
- Ръководства
- Справки
- Илюстрации, снимки, схеми и други изображения
- Средства за дизайн и редактиране на базите знания

## Реални системи за бази знания
- Уикипедия е база знания, предназначена за четене от хора.
- Система, която използва бази от фрейми, е експертната система EURISKO, разработена от Douglas Lenat.
- Много експертни системи на езиците ПРОЛОГ и ЛИСП използват бази от правила. Бази от правила използва и известната система за медицински цели Mycin.